# Карл-Вольфганг Редліх
Карл-Вольфґанґ Редліх (нім. Karl-Wolfgang Redlich; 13 грудня 1914, Гамбург — 29 травня 1944, Санкт-Пельтен) — німецький пілот-ас, майор люфтваффе. Кавалер Лицарського хреста Залізного хреста.
Редліх збив 4 ворожих літаки під час Громадянської війни в Іспанії та 37 літаків під час Другої світової війни. Загинув у бою.

## Нагороди
- Нагрудний знак пілота (6 січня 1938)
- Медаль «За вислугу років у Вермахті» 4-го класу (4 роки) (1 липня 1938)
- Медаль «За Іспанську кампанію» (Іспанія) (4 травня 1939)
- Воєнний хрест (Іспанія) (4 травня 1939)
- Іспанський хрест в золоті з мечами (6 червня 1939)
- Залізний хрест
  - 2-го класу (11 травня 1940)
  - 1-го класу (29 травня 1940)
- Почесний Кубок Люфтваффе (26 жовтня 1940)
- Авіаційна планка винищувача в золоті (19 червня 1941)
- Лицарський хрест Залізного хреста (9 липня 1941)
- Срібна медаль «За військову доблесть» (Італія) (20 листопада 1941)
- Орден Корони короля Звоніміра 2-го ступеня з мечами (Незалежна Держава Хорватія) (10 квітня 1942)
- Медаль «За італо-німецьку кампанію в Африці» (Італія) (20 травня 1942)
- Нагрудний знак військового пілота (Італія) (27 вересня 1941)
- Німецький хрест в золоті (2 липня 1942)
- Нарукавна стрічка «Африка» (24 травня 1943)